# Portail Milton

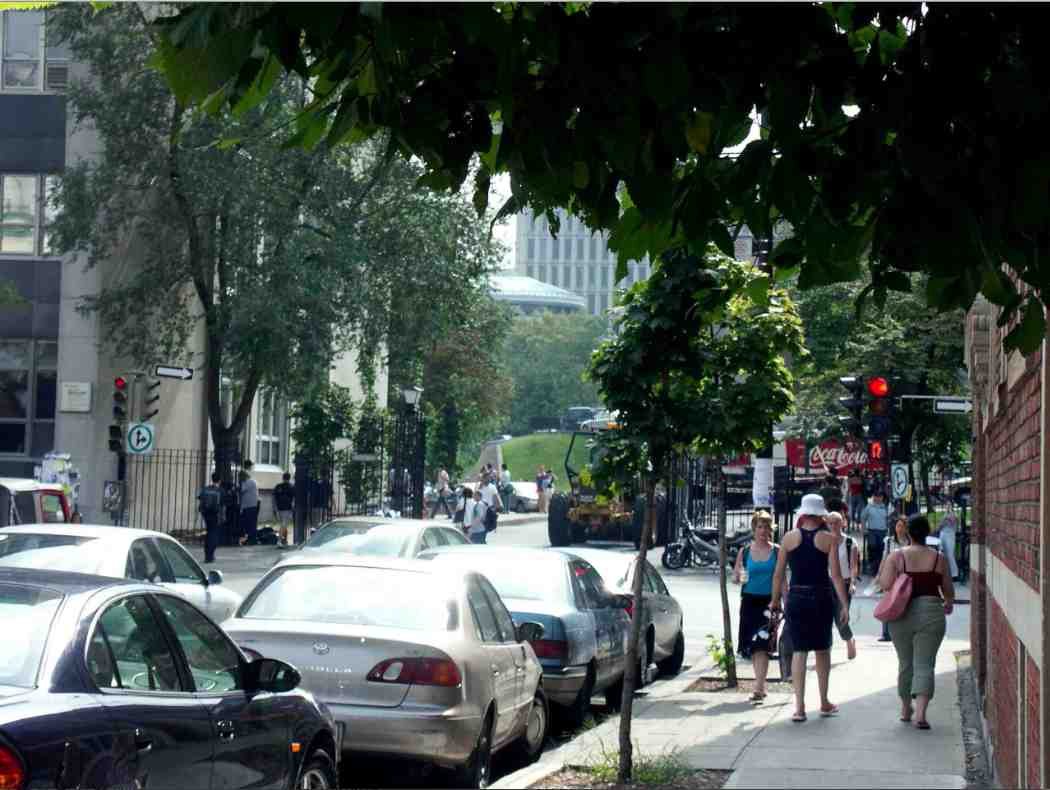
Portail Milton vu vers l'ouest, de la rue Milton

Le portail Milton est une entrée secondaire du campus du centre-ville de l'Université McGill, à Montréal. 

## Situation et accès
Il est situé à l'embouchure nord de la rue Milton, sur la rue Université.
Par ce portail, on accède directement aux pavillons McConnell et Macdonald du complexe de génie (en).
C'est à l'est de ce portail que se situe le quartier étudiant appelé « Ghetto McGill ».